# Université Meiji Gakuin
L'université Meiji Gakuin (明治学院大学, Meiji gakuin daigaku) est une université privée chrétienne ayant deux campus à Shirokane (Tōkyō) et Yokohama. Elle fut fondée en 1863 par James Curtis Hepburn.

## Galerie

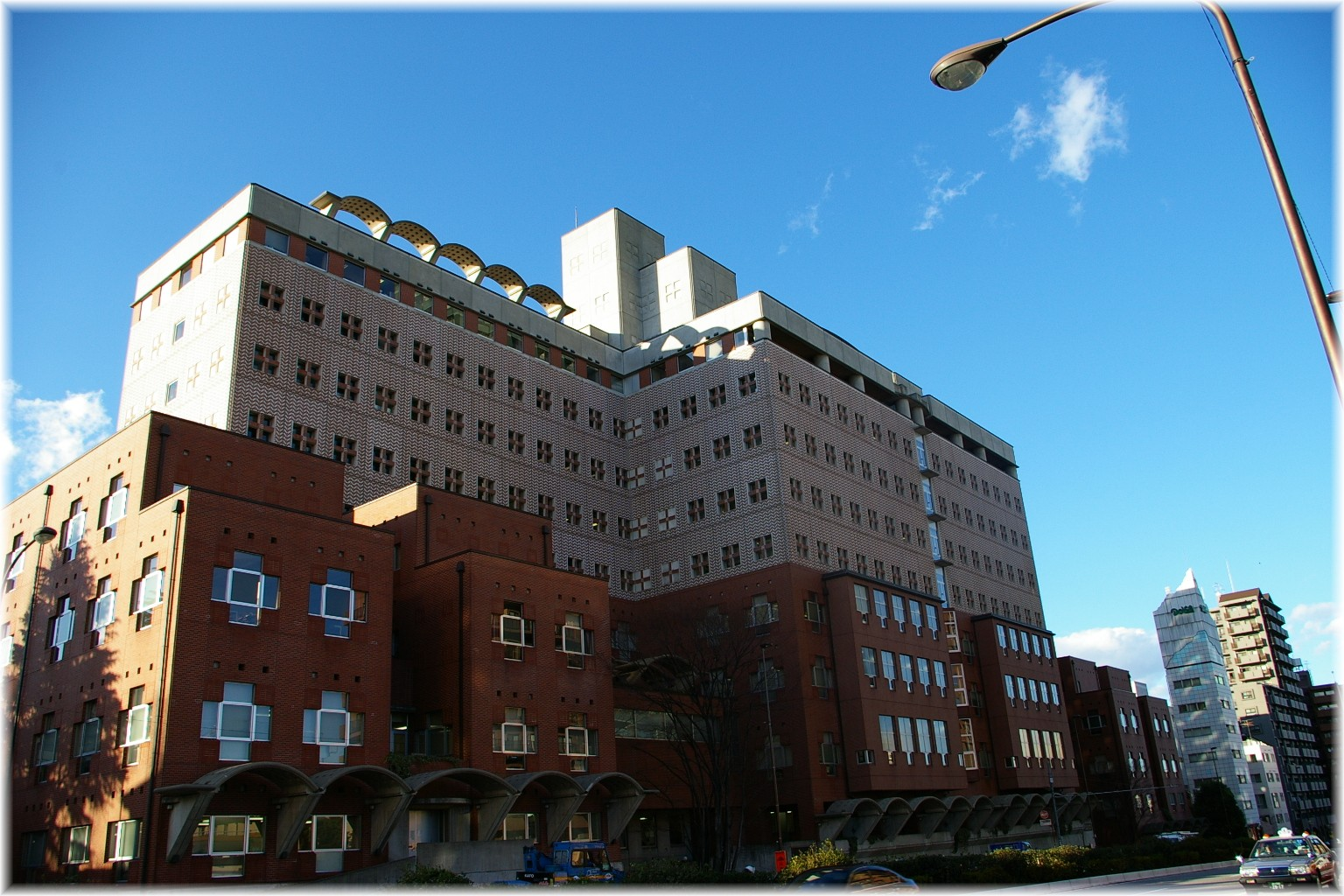
Bâtiment principal.
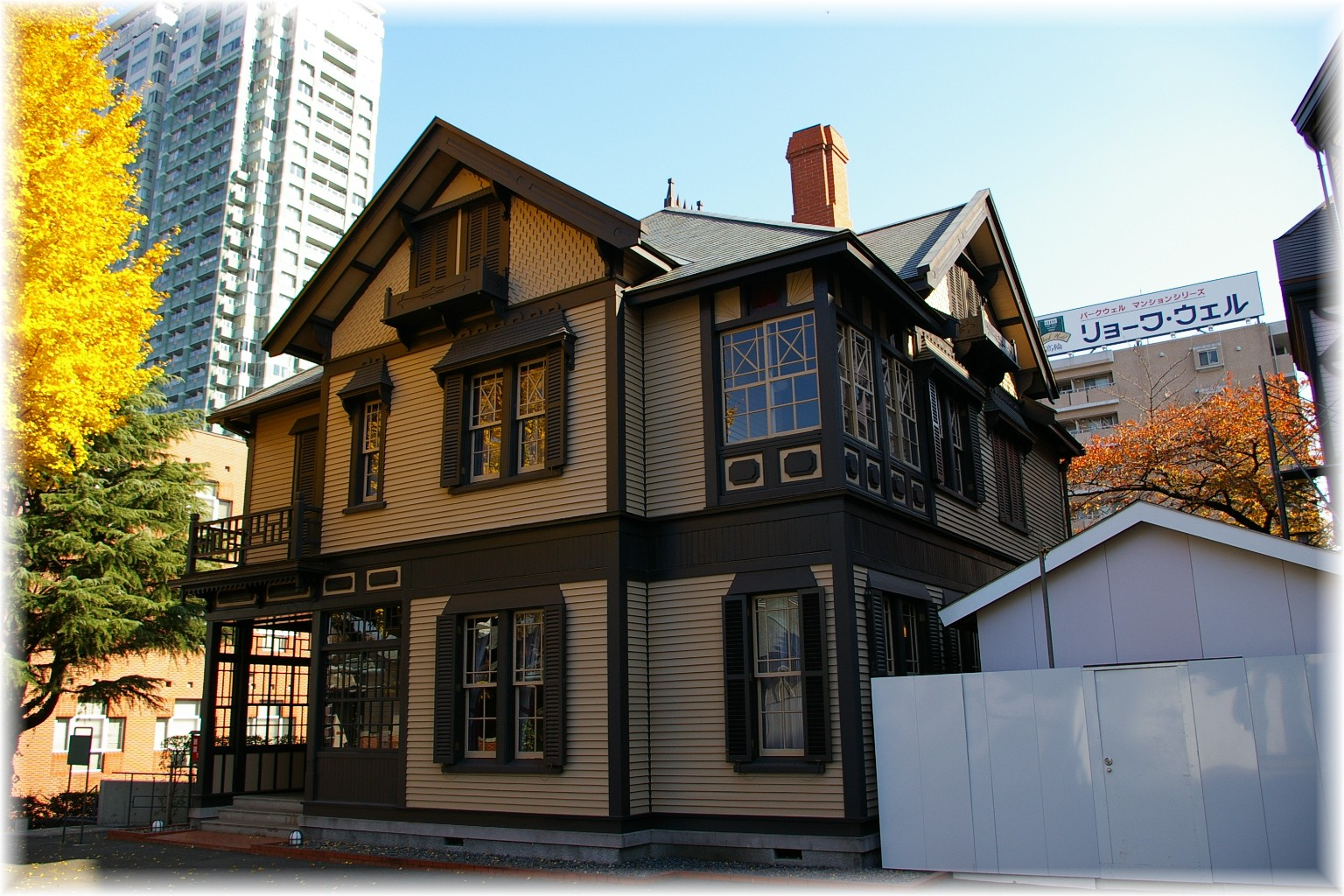
Imbrie Hall.
Buste de James Curtis Hepburn.